# کینگزتاینتون
کینگزتاینتون (به انگلیسی: Kingsteignton) یک شهرک و محله مدنی در بریتانیا است که در Teignbridge واقع شده‌است. کینگزتاینتون ۱۰٬۶۰۰ نفر جمعیت دارد.